# جوزف سوئیکارد
جوزف سوئیکارد (انگلیسی: Josef Swickard؛ ‏ ۲۶ ژوئن ۱۸۶۶ – ۲۹ فوریهٔ ۱۹۴۰) بازیگر اهل آلمان بود.
از فیلم‌هایی که وی در آن نقش داشته است، می‌توان به قهقه‌های مینی و چاقالو،بخت عاشقان، آن جوانک‌های ساده‌دل، عاشقانه‌ای بر زورق، بیست دقیقه عشق، عشق، چپاول و تصادف، آشفتگی عشقی هوگان، گرفتار در کاباره، عشق جریحه‌دارشده تیلی، کوپیدو در مطب دندان‌پزشکی و درنگ کن، ببین و گوش کن اشاره کرد.